# عبد الحكيم محمود الطرابلسي
عبد الحكيم بن محمود الطرابلسي (1890- 1962 م) عالم سوري ومن رجالات التربية والتعليم، ودبلوماسي في السفارة السعودية بدمشق، ووزير مفوَّض. 

## سيرته
وُلد عبد الحكيم بن محمود بن محمد بن عبد الوهاب الطرابلسي في نهاية القرن التاسع عشر في بيت آل الطرابلسي في باب سريجة، ودرس في الكتَّاب كأبناء ذلك الزمن ثم في مكتب عنبر، ثم تلقَّى العلم على علامة الشام لشيخ جمال الدين القاسمي، ثم على العالم المربي الشيخ كامل القصاب الذي سلَّمه بعدئذ إدارة مدرسته الكاملية، ثم أنشأ مدرسته الخاصة «التوفيق» في دمشق، وتهدمت حين قصف الفرنسيون العاصمة الفيحاء. 
سافر إلى الحجاز ومنها إلى الرياض حيث استبقاه الملك عبد العزيز عنده، ولكنه لم يتحمّل الإقامة هناك أكثر من ستة أشهر، فاستأذن الملك ليعود إلى وطنه، فأمر بتعيينه في القنصلية السعودية في دمشق، وكان القنصل وقتئذ صديقه الحميم الشيخ محمد عيد الرواف، ثم أصبح القنصل رشيد باشا الناصر، ثم تحولت القنصلية إلى مفوضية ثم إلى سفارة، وظل في السفارة حتى بلغ درجة وزير مفوَّض، ثم أحيل إلى التقاعد. 
تعلم على يده كثير من علماء الدين وذكره الشيخ علي الطنطاوي في مذكراته. وكان من أصدقائه المقربين الشيخ بهجت البيطار، والدكتور معروف الدواليبي، والرئيس صبري العسلي، والدكتور منير العجلاني، والصَّحَفي نصوح بابل، والدكتور أحمد منيف العائدي، وغيرهم. 

## أسرته
هو عم الوزير الدكتور عزة الطرابلسي، والوزير الدكتور أمجد الطرابلسي، والسفير عبد المجيد الطرابلسي، والعميد أسعد الطرابلسي، والمفتش في وِزارة المعارف أكرم الطرابلسي. 
تزوَّج مرَّتين، وكلتاهما من أسرة عمر باشا في المَيدان. 

## وفاته
توفي عبد الحكيم محمود الطرابلسي سنة 1962، ودُفن في مقبرة الباب الصغير. 
مشى في جنازته مندوب عن رئيس الجمهورية الدكتور ناظم القدسي، ورئيس الحكومة خالد بك العظم، وعدد من الوزراء، والسفير السعودي عبد الرحمن الحميدي، وجمع غفير من العلماء والأدباء والسياسيين وكبار الموظفين. 